# Liste der denkmalgeschützten Objekte in Scharnstein
Die Liste der denkmalgeschützten Objekte in Scharnstein enthält die 18 denkmalgeschützten, unbeweglichen Objekte der Gemeinde Scharnstein im oberösterreichischen Bezirk Gmunden.

## Denkmäler
| Foto |                 | Denkmal                                                                                        | Standort                                         | Beschreibung | Metadaten |
| ---- | --------------- | ---------------------------------------------------------------------------------------------- | ------------------------------------------------ | --- | --- |
| ja   | Datei hochladen | Museum Geyerhammer HERIS-ID: 94089 Objekt-ID: 109218                                           | Grubbachstraße 10 Standort KG: Viechtwang        | → Hauptartikel : Sensenmuseum Geyerhammer f1 | BDA-Hist.: Q2271287 Status: § 2a Stand der BDA-Liste: 2025-06-30 Name: Museum Geyerhammer GstNr.: 989/3, .159 Sensenschmiedemuseum Geyerhammer                                                                    |
| ja   | Datei hochladen | Hammerherrenhaus Pießlinger Hammer HERIS-ID: 45539 Objekt-ID: 46910                            | Grubbachstraße 11 Standort KG: Viechtwang        | | BDA-Hist.: Q38016672 Status: Bescheid Stand der BDA-Liste: 2025-06-30 Name: Hammerherrenhaus Pießlinger Hammer GstNr.: .158                                                                                       |
| ja   | Datei hochladen | Hammerherrenhaus Geyerhaus HERIS-ID: 44586 Objekt-ID: 45410                                    | Grubbachstraße 14 Standort KG: Viechtwang        | Der Bau aus dem Barock mit dem hohen Mansardendach ist ein typisches Beispiel für die Baukultur der wohlhabenden Hammerherren. Die Stuckfassade des ehemaligen Herrenhauses ist mit 1826 bezeichnet. Das Erdgeschoß ist vollständig quadriert. Die zweiflügelige Haustür hat zwei Pfeiler und einen Architrav aus Granit. Die Pfeiler sind mit Blumen- und Sternreliefen verziert. In der Mitte des Architravs sind zwei gekreuzte Sensen dargestellt. Die Kartusche über dem Portal geht über das Erdgeschoß hinaus und enthält eine Darstellung des Gnadenstuhls. Das Obergeschoß ist durch schlanke Reliefpfeiler gegliedert. Die Fenster sind mit Stuckgiebeln bekrönt. | BDA-Hist.: Q38010161 Status: Bescheid Stand der BDA-Liste: 2025-06-30 Name: Hammerherrenhaus Geyerhaus GstNr.: .166/1 Hammerherrenhaus Geyerhaus                                                                  |
| ja   | Datei hochladen | Bürgerhaus, Madlhaus HERIS-ID: 44587 Objekt-ID: 45412                                          | Grubbachstraße 15 Standort KG: Viechtwang        | | BDA-Hist.: Q38010171 Status: Bescheid Stand der BDA-Liste: 2025-06-30 Name: Bürgerhaus, Madlhaus GstNr.: 985/2 |
| ja   | Datei hochladen | Pfarrhof HERIS-ID: 95363 Objekt-ID: 110711                                                     | Kirchenplatz 4 Standort KG: Viechtwang           | | BDA-Hist.: Q37766170 Status: § 2a Stand der BDA-Liste: 2025-06-30 Name: Pfarrhof GstNr.: .558 |
| ja   | Datei hochladen | Kath. Pfarrkirche, Bertholdkirche HERIS-ID: 93972 Objekt-ID: 109096                            | bei Kirchenplatz 4 Standort KG: Viechtwang       | Die Kirche wurde in den Jahren 1953 bis 1956 nach einem Entwurf von Hans Foschum erbaut. | BDA-Hist.: Q23541943 Status: § 2a Stand der BDA-Liste: 2025-06-30 Name: Kath. Pfarrkirche, Bertholdkirche GstNr.: .558 Pfarrkirche Scharnstein                                                                    |
| ja   | Datei hochladen | Anlage Schloss Neu-Scharnstein HERIS-ID: 111288 Objekt-ID: 129093seit 2017                     | Schloßberg 10 Standort KG: Viechtwang            | Anmerkung: vor 2017 in geringerem Umfang unter anderer Inventarnummer geschützt | BDA-Hist.: Q2243344 Status: Bescheid Stand der BDA-Liste: 2025-06-30 Name: Anlage Schloss Neu-Scharnstein GstNr.: .214, .365/1, 481, 515, 517/1, .204, 480, .210/1, .365/3, .364/1, 517/2 Schloss Neu-Scharnstein |
| ja   | Datei hochladen | Burgruine HERIS-ID: 93973 Objekt-ID: 109098                                                    | Tießenbach Standort KG: Viechtwang               | Anmerkung: nach Doris und Besichtigung vor Ort erstreckt sich die Ruine noch über GstNr. 941, 946 und 1076 | BDA-Hist.: Q1015505 Status: § 2a Stand der BDA-Liste: 2025-06-30 Name: Burgruine GstNr.: 1075 Burgruine Scharnstein                                                                                               |
| ja   | Datei hochladen | Kalkofen HERIS-ID: 94137 Objekt-ID: 109270                                                     | südöstlich Tießenbach 44 Standort KG: Viechtwang | | BDA-Hist.: Q37763565 Status: § 2a Stand der BDA-Liste: 2025-06-30 Name: Kalkofen GstNr.: 1080/1 |
| ja   | Datei hochladen | Kath. Pfarrkirche hl. Johannes Evangelist mit Friedhofsfläche HERIS-ID: 52652 Objekt-ID: 60051 | Viechtwang Standort KG: Viechtwang               | Die Pfarrkirche im Ortsteil Viechtwang (hl. Johannes Evangelist) wurde 1159 erstmals geweiht, mit dem heutigen Sakralbau ist um 1691 begonnen worden, 1723 erfolgte die Gesamtweihe. Decken- und Wandgemälde wurden 1725 von Wolfgang Andreas Heindl angefertigt. Der West-Turm ist mit Zwiebel und Laterne ausgeführt. Die Kanzel wird auf das Jahr 1720 datiert, genauso wie die Kreuzwegsgemälde. Die Kirche besitzt ein stichkappentonnengewölbtes Langhaus mit eingezogenen Streben, das Chor (mit 5/8 Schluss) ist reich an Stuckverzierung. | BDA-Hist.: Q21857949 Status: § 2a Stand der BDA-Liste: 2025-06-30 Name: Kath. Pfarrkirche hl. Johannes Evangelist mit Friedhofsfläche GstNr.: 1156/3 Pfarrkirche Viechtwang                                       |
| ja   | Datei hochladen | Bauernhofanlage Sternberg HERIS-ID: 113003 Objekt-ID: 131229seit 2018                          | Viechtwang 12 Standort KG: Viechtwang            | Der Maler und Grafiker Franz von Zülow wohnte um 1940 im Anwesen Sternberg und bemalte Wände, Decken und Türen in zwei Räumen des Hauses. | BDA-Hist.: Q105646861 Status: Bescheid Stand der BDA-Liste: 2025-06-30 Name: Bauernhofanlage Sternberg GstNr.: .26/1 Bauernhofanlage Sternberg                                                                    |
| ja   | Datei hochladen | Wohnhaus, sog. Krämerhäusl an der Leiten HERIS-ID: 82198 Objekt-ID: 96012                      | Viechtwang 21 Standort KG: Viechtwang            | | BDA-Hist.: Q38177843 Status: Bescheid Stand der BDA-Liste: 2025-06-30 Name: Wohnhaus, sog. Krämerhäusl an der Leiten GstNr.: .33                                                                                  |
| ja   | Datei hochladen | Wohnhaus, ehem. Mesnerhaus HERIS-ID: 61514 Objekt-ID: 73931                                    | Viechtwang 22 Standort KG: Viechtwang            | | BDA-Hist.: Q38096154 Status: Bescheid Stand der BDA-Liste: 2025-06-30 Name: Wohnhaus, ehem. Mesnerhaus GstNr.: .46 Former sacristan house, Viechtwang 22, Scharnstein                                             |
| ja   | Datei hochladen | Taverne Gasthof Fleischhauerei Silmbroth HERIS-ID: 94151 Objekt-ID: 109284                     | Viechtwang 23 Standort KG: Viechtwang            | | BDA-Hist.: Q37763627 Status: Bescheid Stand der BDA-Liste: 2025-06-30 Name: Taverne Gasthof Fleischhauerei Silmbroth GstNr.: .47                                                                                  |
| ja   | Datei hochladen | Pfarrhof HERIS-ID: 94138 Objekt-ID: 109271                                                     | Viechtwang 28 Standort KG: Viechtwang            | | BDA-Hist.: Q37763575 Status: § 2a Stand der BDA-Liste: 2025-06-30 Name: Pfarrhof GstNr.: .43 Pfarrhof Viechtwang                                                                                                  |
| ja   | Datei hochladen | Kaplanstöckl HERIS-ID: 94241 Objekt-ID: 109380                                                 | Viechtwang 29 Standort KG: Viechtwang            | | BDA-Hist.: Q37763874 Status: § 2a Stand der BDA-Liste: 2025-06-30 Name: Kaplanstöckl GstNr.: .35 Kaplanstöckl Viechtwang                                                                                          |
| ja   | Datei hochladen | Spitalskapelle hl. Johannes Nepomuk HERIS-ID: 38768 Objekt-ID: 38366                           | bei Viechtwang 49 Standort KG: Viechtwang        | | BDA-Hist.: Q37983815 Status: Bescheid Stand der BDA-Liste: 2025-06-30 Name: Spitalskapelle hl. Johannes Nepomuk GstNr.: 680                                                                                       |
| ja   | Datei hochladen | Wohnhaus, ehem. Pfarrspital HERIS-ID: 94246 Objekt-ID: 109385                                  | Viechtwang 51 Standort KG: Viechtwang            | | BDA-Hist.: Q37763883 Status: § 2a Stand der BDA-Liste: 2025-06-30 Name: Wohnhaus, ehem. Pfarrspital GstNr.: .62                                                                                                   |